# Rai Mux MR
Rai Mux MR è uno dei multiplex della televisione digitale terrestre presenti nel sistema DVB-T italiano. Appartiene a Rai Way, società controllata da Rai.

## Copertura
Il Rai Mux MR è disponibile in tutta Italia.

## Raggruppamenti regionali
A differenza di quanto accadeva con il vecchio Mux 1, non vi è più una versione differenziata per ogni regione ma una versione condivisa tra più regioni.
- MR 1: Lombardia, Piemonte e provincia di Piacenza
- MR 2: Trentino-Alto Adige
- MR 3: Abruzzo e Molise
- MR 4: Lazio, Toscana e Umbria
- MR 5: Puglia e Basilicata
- MR 6: Emilia-Romagna e Veneto
- MR 7: Friuli-Venezia Giulia e Valle d'Aosta
- MR 8: Liguria e Sardegna
- MR 9: Marche
- MR 10: Calabria e Sicilia
- MR 11: Campania

## Frequenze
Il Rai Mux MR trasmette con una configurazione SFN interregionale sui canali della banda UHF.

### Canali assegnati al multiplex nelle regioni italiane
| Canali | Regione o macroarea |
| ------ | --- |
| 29     | Tarvisio e Alta Carnia |
| 30     | Lombardia, Piemonte, Friuli-Venezia Giulia (eccetto Tarvisio e Alta Carnia), Toscana (eccetto la provincia di Arezzo), Marche, Lazio (eccetto la provincia di Rieti), Puglia, Basilicata e province di Piacenza e Bolzano |
| 37     | Veneto, Emilia-Romagna (eccetto la provincia di Piacenza), Umbria, Abruzzo, Molise, Calabria e Sicilia |
| 43     | Valle d'Aosta, Liguria, Campania, Sardegna e provincia di Trento |
| 45     | Province d'Arezzo e Rieti |

## Storia

### 2022
- 3 gennaio 2022: Attivazione del mux MR 7 in Valle d'Aosta sulla rete del vecchio RAI Mux 1 (provvisoriamente). Dal 4 al 7 gennaio viene gradualmente accesa la nuova rete sul canale 43.
- 4 gennaio 2022: Attivazione del mux MR 8 in Sardegna sulla rete del vecchio RAI Mux 1 (provvisoriamente). Dal 4 al 10 gennaio viene gradualmente accesa la nuova rete sul canale 43.
- 10 gennaio 2022: Attivazione del mux MR 1 in Piemonte sulla rete del vecchio RAI Mux 1 (provvisoriamente). Dal 10 gennaio all'8 marzo viene gradualmente accesa la nuova rete sul canale 30.
- 19 gennaio 2022: Attivazione del mux MR 1 nella provincia di Piacenza sul canale 30.
- 24 gennaio 2022: Attivazione del mux MR 1 in Lombardia sulla rete del vecchio RAI Mux 1 (provvisoriamente). Dal 24 gennaio al 10 marzo viene gradualmente accesa la nuova rete sul canale 30.
- 10 febbraio 2022: Attivazione del mux MR 2 in Trentino-Alto Adige sulle rete del vecchio RAI Mux 1 (provvisoriamente). Dal 10 al 23 febbraio viene gradualmente accesa la nuova rete sul canale 30 nella provincia di Bolzano e 43 in quella di Trento.
- 24 febbraio 2022: Attivazione del mux MR 6 in Veneto sulla rete del vecchio RAI Mux 1 (provvisoriamente). Dal 24 febbraio all'11 marzo viene gradualmente accesa la nuova rete sul canale 37.
- 1º marzo 2022: Attivazione del mux MR 7 in Friuli-Venezia Giulia sulla rete del vecchio RAI Mux 1 (provvisoriamente). Il 1°, 10 e 11 marzo viene gradualmente accesa la nuova rete sul canale 30.
- 2 marzo 2022: Attivazione del mux MR 6 in Emilia-Romagna sulla rete del vecchio RAI Mux 1 (provvisoriamente). Dal 2 al 14 marzo viene gradualmente accesa la nuova rete sul canale 37.
- 8 marzo 2022: Attivazione dei mux MR in tutto il resto d'Italia, eccetto nel Lazio, sulla rete del vecchio RAI Mux 1 (provvisoriamente) entro il 30 giugno 2022 viene gradualmente accesa la nuova rete. Eliminati Rai 1, Rai 2 e Rai 3 e aggiunti Rai 1 HD, Rai 2 HD e Rai 3 HD (quest'ultimo non sintonizzabile su tutti i televisori/decoder). Rai 3 TGR (nome della regione) passa in MPEG-4.
- 6 giugno 2022: Attivazione del mux MR 4 in parte della provincia di Viterbo sulla nuova rete sul canale 30.
- 13 giugno 2022: Attivazione del mux MR 4 in parte della provincia di Rieti sulla nuova rete sul canale 45.
- 14 giugno 2022: Attivazione del mux MR 4 in parte delle province di Frosinone e Roma sulla nuova rete sul canale 30 e 45 in parte della provincia di Rieti.
- 15 giugno 2022: Attivazione del mux MR 4 in parte delle province di Frosinone, Latina e Roma sulla nuova rete sul canale 30.
- 17 giugno 2022: Attivazione del mux MR 4 in provincia di Roma e in parte delle province di Frosinone, Latina, Rieti e Viterbo sulla nuova rete sul canale 30.
- 20 giugno 2022: Attivazione del mux MR 4 in parte della provincia di Latina sulla nuova rete sul canale 30.
- 15 novembre 2022: Nel mux MR 2 attivazione del pid dinamico su Rai 3 Südtirol, Rai 3 TGR Trentino e Rai 3 TGR Alto Adige con conseguente passaggio all'alta definizione durante la programmazione nazionale. Nel mux MR 7 attivazione del pid dinamico su Rai 3 TGR Valle d'Aosta, Rai 3 TGR FVG e Rai 3 BIS nei mux MR 2 e MR 7 con conseguente passaggio all'alta definizione durante la programmazione nazionale. Nei mux MR 2 e MR 7 Rai News 24 viene rinominato Rai News 24 HD e passa all'alta definizione.
- 22 novembre 2022: Nel mux MR 2 disattivazione del pid dinamico su Rai 3 Südtirol, Rai 3 TGR Trentino e Rai 3 TGR Alto Adige con conseguente passaggio alla definizione standard. Nel mux MR 7 disattivazione del pid dinamico su Rai 3 TGR Valle d'Aosta, Rai 3 TGR FVG e Rai 3 BIS con conseguente passaggio alla definizione standard. nel mux MR 2 e MR 7 Rai News 24 HD passa alla definizione standard e viene rinominato Rai News 24.

### 2023
- 24 gennaio 2023: Nel mux MR 2 aggiunto Rai Test che trasmette due cartelli per il test del pid dinamico e cambio di programmazione per Rai 3 HD che trasmette un cartello di Rai Test.
- 31 gennaio 2023: Nel mux MR 2 eliminato Rai Test, su Rai 3 HD riprendono le trasmissioni di Rai 3, attivazione del pid dinamico su Rai 3 Südtirol, Rai 3 TGR Trentino e Rai 3 TGR Alto Adige con conseguente passaggio all'alta definizione durante la programmazione nazionale, rinominato Rai 3 Südtirol in Rai 3 Südtirol HD che passa in alta definizione anche durante la programmazione regionale.
- 14 febbraio 2023: Nel mux MR 10 aggiunto Rai Test che trasmette due cartelli per il test del pid dinamico e cambio di programmazione per Rai 3 HD che trasmette un cartello di Rai Test.
- 21 febbraio 2023: Nel mux MR 11 aggiunto Rai Test che trasmette due cartelli per il test del pid dinamico e cambio di programmazione per Rai 3 HD che trasmette un cartello di Rai Test.
- 23 febbraio 2023: Nel mux MR 4 aggiunto Rai Test che trasmette due cartelli per il test del pid dinamico e cambio di programmazione per Rai 3 HD che trasmette un cartello di Rai Test.
- 28 febbraio 2023: Nel mux MR 5 aggiunto Rai Test che trasmette due cartelli per il test del pid dinamico e cambio di programmazione per Rai 3 HD che trasmette un cartello di Rai Test. Nel mux MR 10 eliminato Rai Test, su Rai 3 HD riprendono le trasmissioni di Rai 3, attivazione del pid dinamico su Rai 3 TGR Calabria e Rai 3 TGR Sicilia con conseguente passaggio all'alta definizione durante la programmazione nazionale.
- 7 marzo 2023: Nel mux MR 3 aggiunto Rai Test che trasmette due cartelli per il test del pid dinamico e cambio di programmazione per Rai 3 HD che trasmette un cartello di Rai Test. Nel mux MR 11 eliminato Rai Test, su Rai 3 HD riprendono le trasmissioni di Rai 3, attivazione del pid dinamico su Rai 3 TGR Campania e Rai 3 TGR Calabria con conseguente passaggio all'alta definizione durante la programmazione nazionale.
- 15 marzo 2023: Aggiunta una copia di Rai News 24 alla LCN 548.
- 21 marzo 2023: Nei mux MR 8 e MR 9 aggiunto Rai Test che trasmette due cartelli per il test del pid dinamico e cambio di programmazione per Rai 3 HD che trasmette un cartello di Rai Test. Nel mux MR 3 eliminato Rai Test, su Rai 3 HD riprendono le trasmissioni di Rai 3, attivazione del pid dinamico su Rai 3 TGR Abruzzo e Rai 3 TGR Molise con conseguente passaggio all'alta definizione durante la programmazione nazionale. Nel mux MR 5 eliminato Rai Test, su Rai 3 HD riprendono le trasmissioni di Rai 3, attivazione del pid dinamico su Rai 3 TGR Puglia, Rai 3 TGR Basilicata e Rai 3 TGR Molise con conseguente passaggio all'alta definizione durante la programmazione nazionale. Nei mux MR 10 e MR 11 attivazione del pid dinamico su Rai 3 TGR Basilicata con conseguente passaggio all'alta definizione durante la programmazione nazionale.
- 28 marzo 2023: Nel mux MR 9 eliminato Rai Test, su Rai 3 HD riprendono le trasmissioni di Rai 3, attivazione del pid dinamico su Rai 3 TGR Marche e Rai 3 TGR Abruzzo con conseguente passaggio all'alta definizione durante la programmazione nazionale.
- 4 aprile 2023: Nel mux MR 6 aggiunto Rai Test che trasmette due cartelli per il test del pid dinamico e cambio di programmazione per Rai 3 HD che trasmette un cartello di Rai Test. Nel mux MR 8 eliminato Rai Test, su Rai 3 HD riprendono le trasmissioni di Rai 3, attivazione del pid dinamico su Rai 3 TGR Liguria e Rai 3 TGR Sardegna con conseguente passaggio all'alta definizione durante la programmazione nazionale.
- 13 aprile 2023: Nel mux MR 1 aggiunto Rai Test che trasmette due cartelli per il test del pid dinamico e cambio di programmazione per Rai 3 HD che trasmette un cartello di Rai Test. Nel mux MR 4 eliminato Rai Test, su Rai 3 HD riprendono le trasmissioni di Rai 3, attivazione del pid dinamico su Rai 3 TGR Lazio, Rai 3 TGR Toscana e Rai 3 TGR Umbria con conseguente passaggio all'alta definizione durante la programmazione nazionale, rinominato Rai 3 TGR Lazio in Rai 3 TGR Lazio HD che passa in alta definizione anche durante la programmazione regionale. Nel mux MR 3 attivazione del pid dinamico su Rai 3 TGR Lazio con conseguente passaggio all'alta definizione durante la programmazione nazionale. Nel mux MR 8 attivazione del pid dinamico su Rai 3 TGR Toscana con conseguente passaggio all'alta definizione durante la programmazione nazionale. Nel mux MR 9 attivazione del pid dinamico su Rai 3 TGR Umbria con conseguente passaggio all'alta definizione durante la programmazione nazionale.
- 19 aprile 2023: Nel mux MR 7 aggiunto Rai Test che trasmette due cartelli per il test del pid dinamico e cambio di programmazione per Rai 3 HD che trasmette un cartello di Rai Test. Nel mux MR 6 eliminato Rai Test, su Rai 3 HD riprendono le trasmissioni di Rai 3, attivazione del pid dinamico su Rai 3 TGR Emilia-Romagna e Rai 3 TGR Veneto con conseguente passaggio all'alta definizione durante la programmazione nazionale, rinominato Rai 3 TGR Emilia-Romagna in Rai 3 TGR Emilia-Romagna HD che passa in alta definizione anche durante la programmazione regionale.
- 28 aprile 2023: Nel mux MR 1 eliminato Rai Test, su Rai 3 HD riprendono le trasmissioni di Rai 3, attivazione del pid dinamico su Rai 3 TGR Lombardia, Rai 3 TGR Piemonte e Rai 3 TGR Emilia-Romagna con conseguente passaggio all'alta definizione durante la programmazione nazionale, rinominato Rai 3 TGR Lombardia in Rai 3 TGR Lombardia HD che passa in alta definizione anche durante la programmazione regionale. Nel mux MR 6 attivazione del pid dinamico su Rai 3 TGR Lombardia con conseguente passaggio all'alta definizione durante la programmazione nazionale.
- 3 maggio 2023: Nel mux MR 7 eliminato Rai Test, su Rai 3 HD riprendono le trasmissioni di Rai 3, attivazione del pid dinamico su Rai 3 TGR FVG, Rai 3 Bis e Rai 3 TGR Valle d'Aosta con conseguente passaggio all'alta definizione durante la programmazione nazionale.
- 21 settembre 2023: Rai 3 HD cambia LCN da 203 a 103. Rinominato Rai 3 TGR Piemonte in Rai 3 TGR Piemonte HD che passa in alta definizione anche durante la programmazione regionale.

### 2024
- 12 settembre 2024: Rinominato Rai 3 TGR Trentino in Rai 3 TGR Trentino HD che passa in alta definizione anche durante la programmazione regionale.

### 2025
- 29 gennaio 2025: Rinominato Rai 3 TGR Veneto in Rai 3 TGR Veneto HD che passa in alta definizione anche durante la programmazione regionale.
- 18 giugno 2025: Nel mux MR 3 rinominato Rai 3 TGR Abruzzo in Rai 3 TGR Abruzzo HD che passa in alta definizione anche durante la programmazione regionale.

## Gestione delle versioni regionali e locali di Rai 3
Sul multiplex sono presenti tre versioni regionali distinte in base alla propria area tecnica di distribuzione portanti la stessa LCN 3 e presenti anche come copie nella fascia 800.  
| Rai Mux MR | Rai 3 TGR         | Rai 3 TGR   | Rai 3 TGR      |
| ---------- | ----------------- | ----------- | -------------- |
| 1          | Lombardia HD      | Piemonte HD | Emilia-Romagna |
| 2          | Rai 3 Südtirol HD | Trentino HD | Alto Adige     |
| 3          | Lazio             | Abruzzo HD  | Molise         |
| 4          | Lazio HD          | Toscana     | Umbria         |
| 5          | Puglia            | Basilicata  | Molise         |
| 6          | Emilia-Romagna HD | Veneto HD   | Lombardia      |
| 7          | FVG               | Rai 3 Bis   | Valle d'Aosta  |
| 8          | Liguria           | Sardegna    | Toscana        |
| 9          | Marche            | Umbria      | Abruzzo        |
| 10         | Calabria          | Sicilia     | Basilicata     |
| 11         | Campania          | Basilicata  | Calabria       |

### Numerazioni nella fascia 800
Le tre versioni regionali di Rai 3 presenti oltre alla LCN 3 hanno anche le seguenti numerazioni:
| LCN | Rai 3 TGR         | Rai 3 TGR         |
| --- | ----------------- | ----------------- |
| 801 | Valle D'Aosta     | Valle D'Aosta     |
| 802 | Piemonte HD       | Piemonte HD       |
| 803 | Liguria           | Liguria           |
| 804 | Lombardia         | Lombardia HD      |
| 805 | Veneto HD         | Veneto HD         |
| 806 | Alto Adige        | Alto Adige        |
| 807 | Trentino HD       | Trentino HD       |
| 808 | Rai 3 Südtirol HD | Rai 3 Südtirol HD |
| 809 | FVG               | FVG               |
| 810 | Rai 3 Bis         | Rai 3 Bis         |
| 811 | Emilia-Romagna    | Emilia-Romagna HD |
| 812 | Toscana           | Toscana           |
| 813 | Marche            | Marche            |
| 814 | Umbria            | Umbria            |
| 815 | Lazio             | Lazio HD          |
| 816 | Abruzzo           | Abruzzo HD        |
| 817 | Molise            | Molise            |
| 818 | Campania          | Campania          |
| 819 | Puglia            | Puglia            |
| 820 | Basilicata        | Basilicata        |
| 821 | Calabria          | Calabria          |
| 822 | Sardegna          | Sardegna          |
| 823 | Sicilia           | Sicilia           |

## Servizi
Sul multiplex Rai Mux MR sono presenti canali televisivi in chiaro.

### Canali nazionali
| LCN       | Canale                         | Note |
| --------- | ------------------------------ | ---- |
| 1         | Rai 1 HD                       | HDTV |
| 2         | Rai 2 HD                       | HDTV |
| 3 801-823 | Rai 3 TGR (nome della regione) | HDTV |
| 48 548    | Rai News 24                    | SDTV |
| 103       | Rai 3 HD                       | HDTV |